# Yuka Ishigaki
Yuka Ishigaki (Japans: 石垣 優香; Nagoya, Aichi, 22 juli 1989) is een Japans voormalig professioneel tafeltennisster. Zij speelt verdedigend, is rechtshandig en gebruikt de shakehandgrip.

## Belangrijkste resultaten
- Zilver met het team op de wereldkampioenschappen 2014.